# Mira Loma
Mira Loma é uma região censo-designada localizada no estado americano da Califórnia, no Condado de Riverside.
Mira Loma foi conhecida como Wineville até 1930. O nome mudou depois dos crimes do galinheiro de Wineville.

## Demografia
Segundo o censo americano de 2000, a sua população era de 17.617 habitantes.

## Geografia
De acordo com o United States Census Bureau tem uma área de 16,9 km², dos quais 16,7 km² cobertos por terra e 0,2 km² cobertos por água.

## Localidades na vizinhança
O diagrama seguinte representa as localidades num raio de 16 km ao redor de Mira Loma.